# Большой кактусовый крапивник
Большой кактусовый крапивник (лат. Campylorhynchus chiapensis) — вид птиц из семейства крапивниковых (Troglodytidae). Подвидов не выделяют. Распространён в Мексике и Гватемале.

## Описание
Большой кактусовый крапивник является самым крупным представителем своего семейства. Длина варьирует от 20 до 22 см, а масса — от 43,4 до 57 г. Половой диморфизм не выражен. У взрослых особей лоб, макушка, затылок и плечи чёрного цвета. Через глаз проходит чёрная полоса, отделённая от верхней части головы белой бровью. Остальная часть лица белая. Спина и надхвостье насыщенного каштаново-коричневого цвета. Крылья черновато-каштановые с чёрной полоской. Хвост тёмно-каштановый с чёрными полосами и узкой нижней белой полосой. Нижняя часть тела от подбородка до брюха белая; брюхо и гузка бурые. Радужная оболочка красновато-коричневая. Клюв сверху чёрный, снизу серый, у основания белый. Ноги бледно-сизые или серовато-коричневые. Молодые особи похожи на взрослых, но нижняя часть тела у них беловатая, а не чисто белая.

## Распространение и места обитания
Большой кактусовый крапивник ранее считался эндемиком мексиканского штата Чьяпас. Однако начиная с 2010 года было зафиксировано много случаев обнаружения данного вида на крайнем северо-западе Гватемалы. Обитает в кустарниковых зарослях, включая районы, сильно измененные человеком, такие как посадки, живые изгороди и фруктовые сады. Встречается только в пределах до 50 км от побережья и на высотах от уровня моря до 300 м над уровнем моря.

## Биология
Биология исследована недостаточно. Состав рациона точно не известен, но, вероятно, большой кактусовый крапивник питается в основном беспозвоночными. Добывает пищу на земле или рядом с ней в кустарниках. Сезон размножения приходится на май — июль. За сезон может быть два выводка. В строительстве гнезда и уходе за птенцами помимо родителей принимают участи помощники. Гнездо размещается на акации и представляет собой объемистый шар с боковым входом. В одной из обнаруженных кладок было три светло-коричневых яйца, испещренных кремовыми пятнами.